# Hume (Missouri)
Hume è un comune degli Stati Uniti d'America, situato nello Stato del Missouri, nella contea di Bates.